# Armoiries de Curaçao
Les armoiries de Curaçao Curaçao est la plus grande île des anciennes Antilles néerlandaises et forme depuis le 10 octobre 2010 un pays autonome au Royaume des Pays-Bas . se blasonnent : « parti, au premier d'argent à un vaisseau au naturel portant un pavillon des Pays-Bas voguant sur une mer d'azur, au second d'argent au bigaradier terrassé de sinople fruité au naturel, sur le tout de gueules au pal de sable chargé de trois flanquis d'argent (qui est d'Amsterdam). »